# Annona cercocarpa
Annona cercocarpa är en kirimojaväxtart som beskrevs av William Edwin Safford.
Annona cercocarpa ingår i släktet annonor och familjen kirimojaväxter. Inga underarter finns listade i Catalogue of Life.